# Didier Jourdren
Pour les articles homonymes, voir Jourdren.
 (mai 2023).
Si vous disposez d'ouvrages ou d'articles de référence ou si vous connaissez des sites web de qualité traitant du thème abordé ici, merci de compléter l'article en donnant les références utiles à sa vérifiabilité et en les liant à la section « Notes et références ».
Didier Jourdren est un poète français né en 1955. Il a été professeur de français au collège Georges Brassens au Rheu près de Rennes. 
L’invitation silencieuse, montre un narrateur pris dans la contemplation d’un pommier, d’un rouge-gorge, à la fin de l’automne.

## Œuvres
- L’Espace limpide, Folle avoine, 1998,  (ISBN 9782868101228)
- Passage de l’ombre, Folle avoine, 2002,  (ISBN 978-2-86810-159-4)
- L’invitation silencieuse, La Part commune, 2010,  (ISBN 2844182062)
- Cette porte qui bat, La Part commune, 2012,  (ISBN 2844182488)
- Notes d’hiver, Éditions Unicité, 2017,  (ISBN 978-2-37355-148-8)
- Le Chemin dans l'herbe, Petra, 2018,  (ISBN 2847432140)
- Petite route du dépaysement, Éditions Petra, 2022,  (ISBN 2847433015)[1].